# Das Geheimnis der schwarzen Witwe
Das Geheimnis der schwarzen Witwe ist ein deutsch-spanischer Kriminalfilm von Franz Josef Gottlieb aus dem Jahr 1963. Die Adaption des Romans Die Königin der Nacht von Louis Weinert-Wilton war bereits der dritte von insgesamt vier Louis-Weinert-Wilton-Filmen. Der Schwarzweißfilm in Ultrascope lief ab dem 28. November 1963 in den deutschen Kinos an. Die spanische Uraufführung erfolgte am 29. Mai 1964 in Madrid.

## Handlung
In London wurde schon zum zweiten Mal ein Mann mit dem Geschoss in Form einer Schwarzen Witwe getötet. Der trinksüchtige Reporter Wellby von der Zeitung „London Sensations“ möchte mehr herausfinden. Er ermittelt, dass beide Opfer 12 Jahre vorher Mitglieder einer Expedition in Mexiko waren, deren Leiter Alfons Avery bei der Expedition durch den Biss einer Schwarzen Witwe starb. Die weiteren Mitglieder der Expedition hießen Morton, Robins, Selwood, Cartwright, Bryan, Bromfield und Osbourne (der Chef von Wellby). Bei weiteren Nachforschungen stößt Wellby auf den undurchsichtigen Mr. Boyd, der immer dann auftaucht, wenn seine Hilfe benötigt wird. Von dem schrulligen und gewitzten Bibliothekar Mr. Fish erfährt er, dass die Mitglieder von Averys Expedition reich zurückgekommen sind und gemeinsam den Zeitungsverlag gründeten, in dem Wellby Reporter ist. Im Antiquitätengeschäft eines der Mitglieder lernt er die schöne Clarisse Miller kennen und verliebt sich in sie, muss jedoch bald darauf feststellen, dass sie in Wirklichkeit Clarisse Avery heißt und die Tochter des toten Expeditionsleiter ist.
Die einzelnen Teilnehmer der Expedition kommen einer nach dem anderen mit den Geschossen ums Leben, dabei werden immer wieder die verschiedenen Verdächtigen in den Mittelpunkt gerückt. Zum einen verdächtigen sich die Teilnehmer der Expedition untereinander, zum anderen wird Clarisse als potentielle Alleinerbin der Zeitung zum unberechenbaren Element. Tatsächlich hat sie die Drohbriefe verfasst, die den Morden vorausgingen, aber nur um die Opfer unter Druck zu setzen, die Umstände um den Tod ihres Vaters offenzulegen. Der undurchsichtige Mr. Boyd, der ebenfalls als Täter in Frage käme, gibt sich als Mitarbeiter von Scotland Yard zu erkennen.
Als nur noch zwei Expeditionsmitglieder leben, bedroht Clarisse diese mit einer Waffe und erfährt, dass ihr Vater nach dem Fund eines Aztekenschatz von einem der Mitglieder erschossen wurde. Die Gruppe wusste jedoch nicht, wer geschossen hat. Um den Schatz zu behalten, hat die Gruppe den Mord an Avery vertuscht und den Behörden gegenüber als Unfall durch einen Spinnenbiss dargestellt. Die beiden Männer entscheiden sich jetzt, die Tat bei Scotland Yard zu gestehen, doch Helen Osbourne verrät sich nun als die Mörderin, die den letzten Anteilhaber an der Zeitung vor den Augen ihres Mannes und Clarisse aus Geldgier tötet. Clarisse flieht und William Osbourne, der sich mit den Motiven seiner Frau nicht arrangieren will, will Scotland Yard anrufen, wird aber von seiner Frau ermordet. Clarisse flüchtet auf das Hausboot Wellbys, doch Helen Osbourne hat das erwartet und ist bereits da. Sie zwingt Clarisse zur Unterschrift eines Geständnisses, die Mörderin zu sein. Mr. Fish kommt auf der Suche nach Wellby herein, kann aber fliehen, bevor Helen auf ihn schießen kann, und ruft gleich bei Scotland Yard an. Mit Clarisse als Geisel will Helen mit einem Motorboot fliehen, wird aber von Inspector Boyd und Wellby verfolgt. Bei der Rettung von Clarisse wird Helen getötet.

## Entstehungsgeschichte

### Vorgeschichte und Vorproduktion
Im Fahrwasser der seit 1959 vom Constantin-Filmverleih vermarkteten Edgar-Wallace-Filme der Rialto Film waren in den 1960er Jahren bereits mehrere Filmreihen nach ähnlichem Muster (u. a. die Dr.-Mabuse- und die Bryan-Edgar-Wallace-Filme) in den Kinos gestartet. Trotz der Gefahr, den Filmmarkt mit Kriminalfilmen zu übersättigen, war auch Constantin-Film auf der Suche nach weiteren geeigneten Stoffen und sicherte sich schließlich die Verfilmungsrechte der Romane von Louis Weinert-Wilton (eigentlich Alois Weinert; 1875–1945).
Die beiden ersten Weinert-Wilton-Filme Der Teppich des Grauens (1962) und Die weiße Spinne (1963), die der Regisseur Harald Reinl inszenierte, hatten tatsächlich ein äußerst zufriedenstellendes Einspielergebnis. Noch in der zweiten Hälfte des Jahres 1963 sollte die Verfilmung des Romans Die Königin der Nacht unter dem zunächst vorgesehenen Titel Das Geheimnis der Spinne entstehen. Als federführenden Produzenten beauftragte man, wie bereits bei Der Teppich des Grauens, den Spanier Alfons Carcasona. Das Drehbuch verfasste das erfahrene Autorenpaar Rolf und Alexandra Becker.

### Produktionsnotizen
Die deutsch-spanische Koproduktion unter der Regie von Franz Josef Gottlieb sollte einige Besonderheiten bieten, wozu insbesondere das aufwendige Scope-Format zählte. Daneben standen hier zahlreiche Darsteller aus der Edgar-Wallace-Reihe zur Verfügung. Gerhard F. Hummel, der stellvertretende Geschäftsführer und Programmberater von Constantin-Film, konnte für diese Produktion außerdem den populären Schauspieler O. W. Fischer gewinnen; für die Rolle war ursprünglich Heinz Drache vorgesehen.
Während die Dreharbeiten ausschließlich in Spanien stattfanden, bestand der Stab vor und hinter der Kamera aus deutschen und spanischen Mitarbeitern. So stand an der Seite von Kameramann Godofredo Pacheco der Kameraführer Rudolf Sandtner. Das Szenenbild stammte von den Filmarchitekten Ramiro Gómez und Wolfgang Burmann.

### Filmmusik

Label der Single Die schwarze Witwe von Belina, 1963

Die Filmmusik stammt aus der Feder von Antonio Pérez Olea. Das im Film von Belina gesungene Lied Die schwarze Witwe wurde von Martin Böttcher komponiert. Den Text schrieben Ute Kuntze-Just und Franz Josef Gottlieb. Das Stück erschien seinerzeit als Neueinspielung auf einer Single des Labels Columbia. Auf CD wurden 1999 eine instrumentale Version und 2006 die originale Filmversion sowie die englischsprachige Fassung The Woman is Loose (Text: Fred Jay) veröffentlicht.

## Rezeption
Die FSK gab den Film nach einer Prüfung am 26. November 1963 ab 12 Jahren frei. Von den meisten Kritikern wurde der Film als typisches Serienprodukt im Edgar-Wallace-Stil wahrgenommen. Wie bei den echten Edgar-Wallace-Filmen konnte dies dem Erfolg an der Kinokasse kaum etwas anhaben. 1964 sollte mit Das Geheimnis der chinesischen Nelke ein weiterer Weinert-Wilton-Film folgen.
Das Geheimnis der schwarzen Witwe wurde bereits mehrfach im Fernsehen gezeigt sowie 2013 im Originalformat auf DVD veröffentlicht. Der im Original farbige Vorspann wurde allerdings bei allen Wiederveröffentlichungen nur in Schwarzweiß wiedergegeben.

### Kritiken
„Deutscher Kriminalfilm nach Weinert/Wilton, auch für eingefleischte Freunde der Wallace-Masche recht unergiebig, ja langweilig.“

„Dabei macht Fischer die ihm anvertraute Figur zur Persiflage und Finessen der Kamera- und Tontechnik versuchen ein übriges, der ansonst herkömmlichen Story einen anspruchsvolleren Anstrich zu geben.“

„O. W. Fischer kann als Chefreporter einer Londoner Sensationszeitung zwar einiges zur Aufklärung der geheimnisvollen Morde durch die „schwarze Witwe“ beitragen. Die Langeweile der mehr als primitiv aufgebauten Story jedoch kann er trotz krampfhaften Bemühens nicht überspielen. Seine vorsichtigen Schlägerszenen berühren peinlich. Gute Einfälle hatte die Kamera, und gute Leistungen liefern Doris Kirchner und Klaus Kinski.“

„(…) konventionelle Krimistory im Stil der Edgar-Wallace-Serie mit einer Besonderheit: der unfreiwilligen Komik von Fischer als versoffenem Reporter. (Wertung: 2½ von 4 möglichen Sternen – überdurchschnittlich)“

„Gruselkrimi nach Art der Wallace-Filme. Schlecht, aber unterhaltsam.“

„Spannungsarme, unglaubwürdige Kriminalgeschichte in unterdurchschnittlicher Inszenierung.“

„Man kann zurecht behaupten, daß dies Franz-Joseph Gottliebs temporeichster Kriminalfilm überhaupt geworden ist. Das Geheimnis der schwarzen Witwe, wie der Filmtitel endgültig lautete, wirkte lockerer als seine für Rialto- und CCC-Film hergestellten Krimis. Die Musik, die ausgezeichnet zum Geschehen paßte, komponierte Martin Böttcher. Insgesamt war dies die gelungenste Weinert-Wilton-Adaption überhaupt, wenn man Roman und Film-Umsetzung vergleicht.“